# 圣塞尔格 (上萨瓦省)
圣塞尔格（法語：Saint-Cergues，法語發音：[sɛ̃ sɛʁɡ]）是法国上萨瓦省的一个市镇，属于圣于连昂热讷瓦区。

## 地理
圣塞尔格（46°14'9"N, 6°19'17"E）面积12.55 平方千米，位于法国奥弗涅-罗讷-阿尔卑斯大区上萨瓦省，该省份为法国东部省份，历史上为薩伏依的一部分，北与瑞士接壤，西接安省，南至萨瓦省，东与瑞士和意大利接壤。
与圣塞尔格接壤的市镇（或旧市镇、城区）包括：博埃日、邦斯昂沙布莱、克朗沃-萨勒、瑞维尼、马希伊。

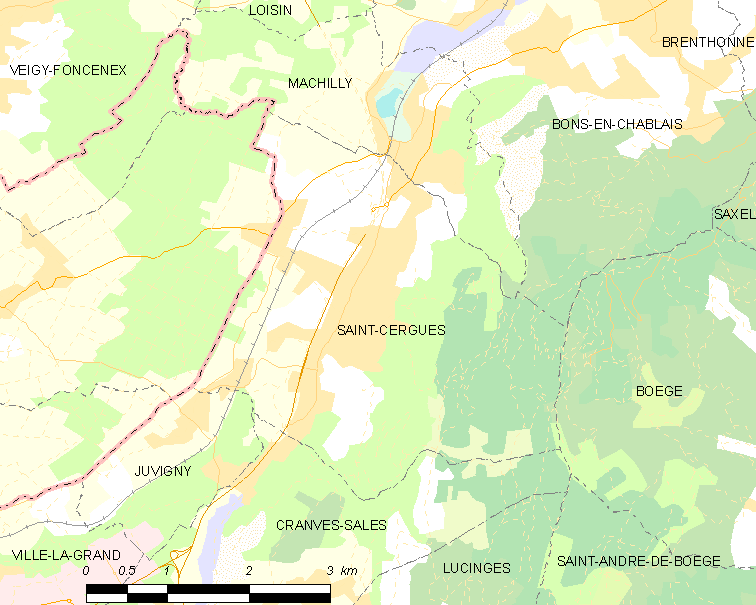
的OSM定位图

圣塞尔格的时区为UTC+01:00、UTC+02:00（夏令时）。

## 行政
圣塞尔格的邮政编码为74140，INSEE市镇编码为74229。

## 政治
圣塞尔格所属的省级选区为加亚尔县。

## 人口

1962-2008年间人口变化图示

圣塞尔格于2022年1月1日时的人口数量为3779人。